# Piña colada
La piña colada es una bebida cuyos ingredientes principales son la piña, la crema de coco y el ron.

## Historia

### Origen pirata
Existen varias versiones acerca del origen de este cóctel. La historia más antigua conocida traza su origen a un pirata del siglo XIX, el puertorriqueño Roberto Cofresí, quien hacía repartir entre la tripulación de su nave un curioso brebaje que contenía coco, piña y ron blanco. De esta mezcla surgió la receta de lo que posteriormente sería la famosa Piña Colada, que obtiene su nombre de la fruta con la que se hace, y el “colada” viene del jugo de coco con el que se mezcla. Tras morir ajusticiado en 1825, la receta se perdió. 
No obstante, existen críticos que ven este relato más como un mito que como un hecho real; la historiadora boricua H. Reichard afirma que esto «no es comprobable. Se dicen muchas cosas de Cofresí».

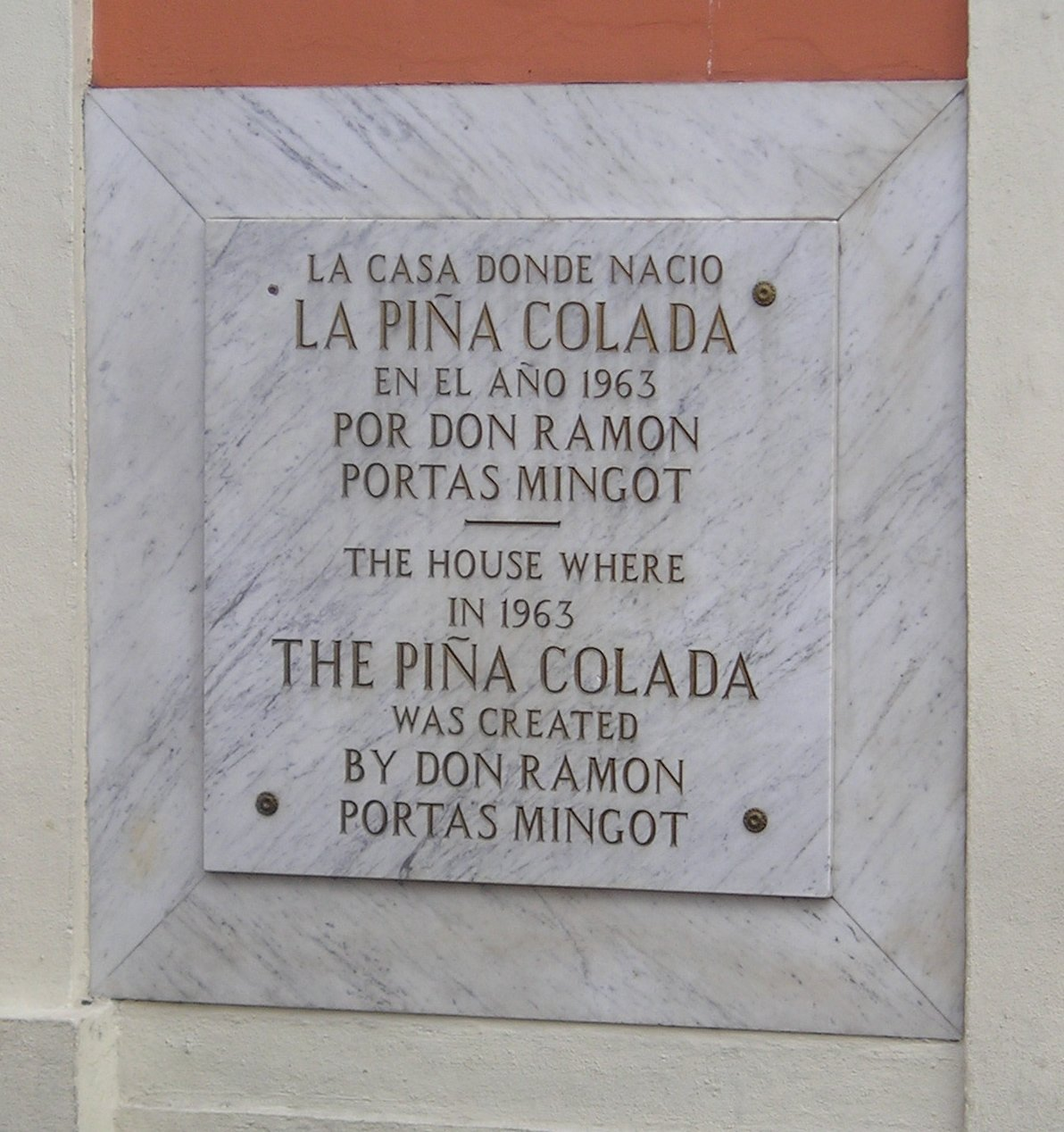
Placa en el Viejo San Juan, «La casa donde nació la Piña Colada en el año 1963 por Don Ramón Portas Mingot» (aunque esta teoría tiene muchos detractores).

### Origen bartender
El Caribe Hilton Hotel, ubicado en la capital boricua San Juan afirma que Ramón "Monchito" Marrero creó la Piña Colada en 1954 mientras era cantinero en el hotel. Según este relato, el Sr. Marrero finalmente se decidió por la receta de la Piña Colada, que sintió que capturó la verdadera naturaleza y esencia de Puerto Rico. El hotel recibió una proclamación en 2004 por la gobernadora de Puerto Rico, Sila Calderón, celebrando el 50 aniversario de la bebida.
Barrachina, un restaurante fundado por Pepe Barrachina (también en San Juan), se quiso adjudicar la creación de la Piña Colada. Según su teoría, el señor Barrachina conoció al barman español Don Ramón Portas Mingot en un viaje por Sudamérica y lo invitó a trabajar en el restaurante Barrachina, donde creó el cóctel en 1963. Sin embargo, muchos señalan esta historia como falsa por motivos de autopromoción. 

### Historia escrita
Una referencia a la Piña Colada apareció en la edición del 16 de abril de 1950 del The New York Times: 
«Las bebidas de las Indias Occidentales van desde el famoso ponche de ron de Martinica hasta la piña colada de Cuba (ron, piña y leche de coco).»
Sin embargo, la referencia escrita más antigua que se tiene de una Piña Colada apareció en la revista TRAVEL en diciembre de 1922:
«(...), pero la mejor de todas es una piña colada, el zumo de una piña completamente madura –una bebida delicia de por sí– agitada vigorosamente con hielo, azúcar, lima y ron Bacardí en las proporciones adecuadas. ¿Qué puede haber más exquisito, más dulce y más aromático?»

## Preparación
Existen variadas recetas, sin embargo, la oficial de la IBA consta de:
- 3 cl de ron blanco (o dorado añejo para dar mejor sabor).
- 3 cl de crema de coco.
- 9 cl de jugo de piña.

Poner los ingredientes en una licuadora o en una coctelera con hielo picado, mezclar o agitar hasta una consistencia cremosa, echar en un vaso y decorar con una cuña de piña y/o una cereza de cóctel. También se puede elaborar con ron dorado añejo para darle más sabor.
El móctel o «cóctel vírgen», es decir, la versión sin alcohol de la Piña Colada se denomina Nada Colada, e incluye jugo de piña y crema de coco (en algunas recetas, también leche condensada o crema de leche).

### Variantes
- Amaretto colada, sustituyendo el ron por amaretto.[10]
- Chi chi, sustituyendo el ron por vodka.
- Flujo de lava (lava flow), mezclando una piña colada con daiquirí de fresa.[11]
- Kiwi colada, con jarabe y jugo de kiwi en lugar del jugo de piña.
- Soda colada, sustituyendo la crema de coco por gaseosa (soda).
- Kahlúa colada, sustituyendo el ron por Kahlúa, un licor de café.
- Scotsman colada, sustituyendo el ron por whisky escocés (Scotch).[12]
- Staten Island Ferry es un cóctel que consiste en partes iguales de ron Malibú, un ron aromatizado con coco, y jugo de piña servido sobre hielo. En sabor se asemeja a una Piña Colada, puesto que la crema de coco se sustituye por ron de coco. Es una variante ideal para restaurantes que carecen de los ingredientes originales o de la licuadora que se requiere en la receta original.
- Caribou Lou, 1 oz de ron Malibu, 1.5 oz de ron 151 Proof y 5 oz de jugo de piña. Muy fuerte.
- Hawaiano Azul (Blue Hawaiian) se diferencia de una piña colada principalmente al incluir Curaçao.

## En la cultura popular
La piña colada es la bebida nacional de Puerto Rico. Aparentemente, el 10 de julio se celebra el Día Nacional de la Piña Colada, aunque se desconoce quién decidió esto. En Ciego de Ávila, Cuba, se celebra a principios de abril el Festival Piña Colada, evento cultural con actuaciones de música y espacios de arte.
Este cóctel ganó fama en Puerto Rico desde 1978, y ganó fama mundial después de que el músico estadounidense Rupert Holmes lanzara su canción Escape (The Piña Colada Song) en 1979, que se convirtió en un éxito popular en todo el mundo con su letra «If you like Pina Colada, and getting caught in the rain (...)».
El fliscornista e icono del jazz Chuck Mangione publicó una canción titulada Piña Colada en su álbum Fun and Games de 1979.
El cóctel da nombre a la canción country de Garth Brooks Two Piña Coladas de 1998, en el estribillo: «So bring me two pina coladas, I want one for each hand».
En el manga/anime Gate: Jiei-tai Ka no Chi ni te, Kaku Tatakaeri (ゲート 自衛隊 彼の地にて<、斯く戦えり Gēto Jieitai Kanochi nite, Kaku Tatakaeri?, lit. Gate: La Fuerza de Autodefensa lucha en otra tierra) aparece la princesa Piña Co Lada (ピニャ・コ・ラーダ Pinya Ko Rāda). Un personaje cuyo nombre es una clara referencia al cóctel.